# Kokra
Kokra je rijeka u sjeverozapadnoj Sloveniji, lijeva pritoka rijeke Save.

## Geografske karakteristike
Izvire kod lokaliteta Virnikov Grintovec u Karavankama na nadmorskoj visini od 1300 metara.
Nakon tog Kokra teče prema jugozapadu probijajući se između visokih planina Kamniških Alpi; Storžič (2132 m), Grintavec (2558 m) i Krvavec (1853 m) do Kranja, gdje se ulijeva u Savu kao njezin lijevi pritok.
Rijeka je duga 34 km, a površina slijeva iznosi 221 km² i prostire se uglavnom unutar Kamniških Alpi. U samom Kranju rijeka formira 30 metara duboki kanjon, koji je jedna od atrakcija grada.

## Vanjske poveznice
|  | Zajednički poslužitelj ima još gradiva o temi Kokra |